# Nassoumbou
Nassoumbou è un dipartimento del Burkina Faso classificato come comune, situato nella provincia di Soum, facente parte della Regione del Sahel.
Il dipartimento si compone del capoluogo e di altri 9 villaggi: Bangharia, Bourou, Damba, Kourfadji, Pétéga, Soboulé, Tem, Wapta e Yérouporou.